# Шульце, Франц Артур
Франц Артур Шульце (нем. Franz Arthur Schulze; 27 августа 1872, Рабенау, Гессен — 4 декабря 1942, Марбург) — немецкий физик, профессор Марбургского университета.

## Биография
Франц Артур Шульце родился 27 августа 1872 года в городе Рабенау, Гессен; изучал физику в Берлине, где среди его преподавателей был Герман Гельмгольц. В 1897 году Шульце написал и защитил диссертацию — стал кандидатом наук в Берлинском университете. После этого он переехал в Марбург, где стал ассистентом у физика Франца Рихарца (Franz Joseph Matthias Richarz, 1860—1920); в 1902 году Шульце получил позицию приват-доцента физики. После Первой мирови воины, в 1919 году, он занял пост экстраординарного профессора, а спустя три года, в 1922 — стал полным профессором. Специализировался на теории относительности, но также занимался акустикой, работая на стыке физики и физиологии. В 1918 году Шульце был избран членом Леопольдины. 11 ноября 1933 года он был среди более 900 ученых и преподавателей немецких университетов и вузов, подписавших «Заявление профессоров о поддержке Адольфа Гитлера и национал-социалистического государства». Скончался 4 декабря 1942 года в Марбурге.

## Работы
- Die großen Physiker und ihre Leistungen, 1910
- Mithrsg.: Repertorium der Physik, Teubner, Leipzig 1915 ff (repr. 2010)
- Die Rotverschiebung im Sonnenspektrum, Zeitschrift für Physik, 5 (1921), 371-73.
- Lord Kelvin (Sir William Thomson) [Nachruf] // Naturwissenschaftliche Rundschau : wöchentliche Berichte über die Fortschritte auf dem Gesamtgebiete der Naturwissenschaften. — 23 (1908), S. 89—90.